# Gweru
Gweru (già Gwelo fino al 1982) è un centro abitato dello Zimbabwe, situato nella Provincia delle Midland.